# Discalma brunneofusa
Discalma brunneofusa är en fjärilsart som beskrevs av W. Warren 1901. Discalma brunneofusa ingår i släktet Discalma och familjen mätare. Inga underarter finns listade i Catalogue of Life.